# Armoiries de l'Ossétie du Sud-Alanie
Le sceau de l'Ossétie du Sud, un territoire séparatiste de la Géorgie, montre sur fond orangé un lion léopardé d'or tacheté de sable brochant sur sept montagnes desordonnées 1-1-2-3 d'argent, sur une terrasse d'or.
Dans la partie extérieure du blason figure un bord d'argent avec des ornements de sable en forme de strie. À l'intérieur de la bordure on peut lire : « République d'Ossétie du Sud » en ossète (dans la partie supérieure) « РЕСПУБЛИКӔ ХУССАР ИРЫСТОН » et en russe (dans la partie inférieure) « РЕСПУБЛИКА ЮЖНАЯ ОСЕТИЯ » . Les deux inscriptions sont séparées par deux éléments circulaires, ressemblant au taijitu dans sa forme dynamique, mais tricolore comme le drapeau ossète.